# Trichura viridis
Trichura viridis är en fjärilsart som beskrevs av M.Gaede 1926. Trichura viridis ingår i släktet Trichura och familjen björnspinnare. Inga underarter finns listade i Catalogue of Life.